# The Kin
Pour plus de détails, voir Fiche technique et Distribution.
The Kin est un court-métrage finlandais réalisé par Lauri Haukkamaa, sorti en 2004. 
Avec des musiques du groupe Lordi et de Jari Irmasto, Marko Kuusipalo et Joonas Siikavirta, le film est sorti directement en vidéo en anglais.

## Synopsis
Anna est une jeune écrivaine. Lors de la mort de sa mère, des choses étranges se passent.

## Fiche technique
- Titre original : The Kin
- Réalisation : Lauri Haukkamaa
- Scénario : Lauri Haukkamaa
- Musique : Jari Irmasto, Marko Kuusipalo, Lordi et Joonas Siikavirta
- Photographie : Jean Noel Mustonen
- Montage : Pauliina Punkki
- Décors : Suvi Schedewie et Petra Vuorela
- Costumes : Jonna Luostari
- Production : Leila Lyytikäinen (producteur), Adam Vándor (coproducteur)
- Sociétés de production : Kinoproduction, SubTV, BMG Finland Oy et Monstereo Management
- Lieu de tournage : Helsinki ( Finlande)
- Genre : Horreur
- Durée : 33 minutes
- Pays d'origine :  Finlande
- Date de sortie : 16 avril 2004

## Distribution
- Amanda Thurman : Anna Henderson
- Delia De Giovanni : Julie Henderson
- Bruce Marsland : Jonathan
- Sirkka Runolinna : Annan äiti
- Matti Ruuhonen : Birger Westling
- Anna Kaarna : tyttö
- Nick Lovelock : Marty
- Tracy Lipp : Janitor
- Mark Philips : Uutistenlukija

Et les monstres dans leur propre rôle.

## Autour du film
Le film se trouve sur l'album The Monsterican Dream et sur le DVD Market Square Massacre du groupe Lordi.